# Cobh
Cobh (/ˈkoʊv/ ; en irlandais : An Cóbh, de l'anglais : Cove), connu de 1849 à 1920 sous le nom de Queenstown, est un port maritime dans le comté de Cork au sud-ouest de l'Irlande.
C'est aussi un des ports principaux des transatlantiques irlandais, c'était le point de départ pour 2 500 000[réf. souhaitée] des 6 millions d'Irlandais qui émigrèrent en Amérique du Nord entre 1848 et 1950. Le RMS Titanic effectua sa dernière escale à Cobh avant de traverser l'Atlantique pour son fatal voyage vers New York.

## Géographie

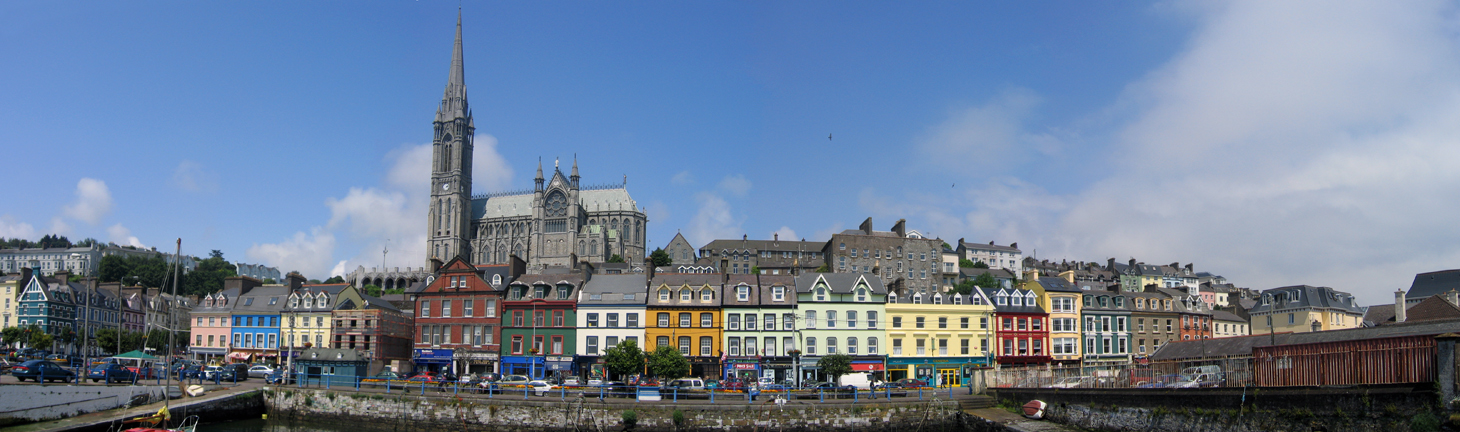
Cobh, vue de la mer.

Cobh est situé sur la côte sud de Great Island dans le Cork Harbour, à environ 15 km au sud-est de la ville de Cork, duquel on observe le port.
 
La cathédrale de Saint-Colman est la plus haute construction de la ville et l'une des plus élevées d'Irlande.

## Histoire
La ville fut renommée Queenstown quand la Reine Victoria la visita en 1849 mais redevint Cobh en 1922 après que l'Irlande a gagné sa souveraineté.
Plusieurs bateaux célèbres sont associés à cette ville :
- Le premier bateau à vapeur à naviguer de l'Irlande vers l'Angleterre quitta Cobh en 1821.
- Le Sirius, le premier bateau à vapeur à traverser l'Atlantique, quitta Cobh en 1838.
- Le RMS Titanic, venant de Cherbourg, y effectua sa dernière escale le 11 avril 1912 avant de poursuivre sa première et dernière traversée Transatlantique, qui devait le relier de Southampton à New York
- Le RMS Lusitania qui fut coulé par un U-Boot, était parti de New-York le 1er mai 1915. Les survivants furent ramenés à Queenstown et beaucoup des morts y furent enterrés.

Lors de la Guerre de Sécession américaine, qui a fait tripler les cours du coton, les quotidiens anglais voulaient avoir leurs informations exclusives : ils ont installé des employés à Cobh, alors appelé Queenstown, pour intercepter les nouvelles amenées par les paquebots d'Amérique puis les télégraphier de Cork.
Le port était utilisé comme base militaire souveraine du Royaume-Uni de 1922 à 1938 à la suite du Treaty Ports. En 1991, Cobh avait une population de 8 219 habitants.

## Transports

### Rail

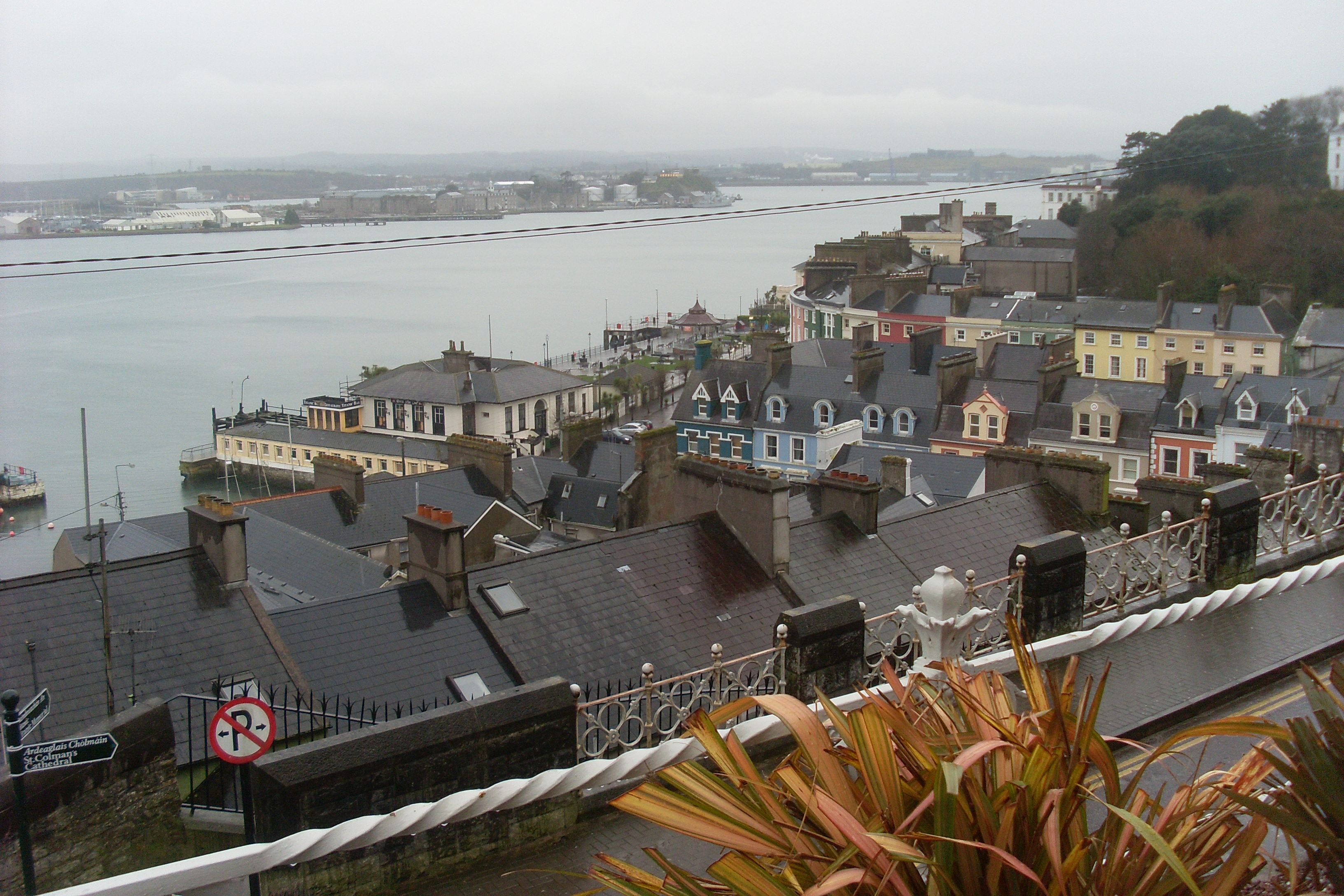
Cobh.

En dehors de la région métropolitaine de Dublin, Cobh est l’une des rares villes d’Irlande desservies par un train de banlieue. La ville est l’un des deux terminaux pour Cork Commuter Services. L'autre est Midleton. Des services de banlieue réguliers assurent la liaison entre la ville de Cork et Cobh, en passant notamment par la gare de Fota, la gare de Carrigaloe et la gare de Rushbrooke. Les trains circulent tous les jours et le trajet jusqu'à Cork dure moins de 25 minutes.
La gare de Cobh a ouvert ses portes le 10 mars 1862 et a été fermée au trafic de marchandises le 3 novembre 1975.

### Air
L’aéroport le plus proche est l’aéroport de Cork, accessible en 20-30 minutes depuis Cobh par la route R624 et la route N25.

### Port
Le centre d'opérations portuaires de Cork Harbour est situé dans la ville. Les lancements des pilotes du port du port sont basés au Camber - une jetée et un quai se trouvent à l'extrémité est de la ville.

### Routes
Actuellement, il n'y a qu'un seul chemin et pont routier qui mène à la Grande Île. Ce pont routier, le pont Belvelly, a été construit en 1803 à l’un des points les plus étroits des chenaux autour de Great Island.
En 1993, un traversier de la société Cross River Ferries a été mis en place pour permettre aux voitures et aux passagers de voyager de Glenbrook, près de Monkstown, à Carrigaloe, sur la Grande Île. La traversée de Glenbrook à Carrigaloe prend quatre minutes et s'effectue quotidiennement. Les réservations ne sont pas obligatoires.

## Sport
La ville possède une équipe de football professionnelle évoluant en 1re division irlandaise : Cobh Ramblers Football Club.

## Personnalités liées à la ville
- George Mecham (1827-1858), officier de marine et explorateur, né à Cobh.
- Stephen Ireland, footballeur irlandais, est né à Cobh le 22 août 1986.
- Fiona Shaw, actrice irlandaise, est née à Cobh le 10 juillet 1958.
- Sinclair Hood (1917-2021), archéologue irlandais.